# Michaela Kaune
Michaela Kaune (* 1968 in Hamburg) ist eine deutsche Opernsängerin (Sopran).

## Leben
Kaune sang zunächst privat in verschiedenen Chören. Sie wollte ursprünglich Jura studieren, entschied sich jedoch dann für ein Gesangsstudium. Ihre Gesangsausbildung erhielt sie an der Hochschule für Musik und Theater Hamburg, wo Judith Beckmann und Annie Schoonus ihre Gesangslehrerinnen waren. 1996 gewann sie den Ersten Preis beim Bundeswettbewerb Gesang in Berlin; 1998 war sie Preisträgerin des Belvedere-Gesangswettbewerbs in Wien. 1999 wurde sie mit dem Otto-Kasten-Preis des Deutschen Bühnenvereins ausgezeichnet.
Erste Gastengagements erhielt Kaune am Theater Halberstadt, am Stadttheater Lübeck und am Theater Bremen.
Ab der Spielzeit 1997/98 war sie bis 2010 festes Ensemblemitglied an der Deutschen Oper Berlin. Sie debütierte dort mit der Partie der Prinzessin Natalie in der Oper Der Prinz von Homburg von Hans-Werner Henze unter der Leitung von Christian Thielemann. An der Deutschen Oper Berlin war sie unter anderem als Micaëla in Carmen, Pamina in Die Zauberflöte, Marguerite in Faust, Donna Elvira in Don Giovanni, als Contessa in Le nozze di Figaro und in der Titelrolle der Oper Arabella zu hören. In der Spielzeit 2007/08 trat sie an der Deutschen Oper Berlin unter anderem als Eva in Die Meistersinger von Nürnberg und als Marschallin in Der Rosenkavalier auf. Im Februar 2009 sang sie an ihrem Stammhaus die Titelpartie in der Oper Ariadne auf Naxos.
Ein Höhepunkt ihrer Karriere war die Interpretation der Rolle der Eva in Richard Wagners Oper Die Meistersinger von Nürnberg, die sie den Jahren 2008 und 2009 bei den Bayreuther Festspielen sang.
Operngastspiele führten Kaune an die Opéra National de Paris, das Théâtre Royal de la Monnaie in Brüssel (Spielzeit 1999/2000 als Contessa in Le nozze di Figaro), die Oper Frankfurt (als Agathe in Der Freischütz), die Hamburgische Staatsoper, die Sächsische Staatsoper Dresden (2001, als Fiordiligi in Così fan tutte), an die Vlaamse Opera Antwerpen, die Bayerische Staatsoper München (1999, als Agathe; 2000, als Micaëla; 2002, als Donna Elvira), an die Metropolitan Opera New York (Rosalinde in Die Fledermaus), zu den Salzburger Festspielen (2001, 2006), zu den Berliner Festwochen und zum Schleswig-Holstein Musik Festival. In der Spielzeit 2010/11 gastierte Kaune erneut an der Bayerischen Staatsoper; sie übernahm dort die Rosalinde in der Operette Die Fledermaus.
Mehrfach gastierte sie seit 1997 auch am Aalto-Theater in Essen; dort sang sie unter anderem Contessa, Fiordiligi und 2001 die Cordelia in Lear. 1999 gastierte sie am Theater Basel als Tatjana in Eugen Onegin.
Weitere Rollen ihres jugendlich-dramatischen Sopran-Repertoires sind die Titelrollen in den Opern Rusalka und Katja Kabanowa und die Anna in Hans Heiling.
Seit 2018 ist Kaune Professorin für Gesang an der Hochschule für Musik und Theater Hamburg.